# Nicorandil
Nicorandil é um fármaco do grupo dos antianginosos, um ativador dos canais de potássio.